# Jacques Callot

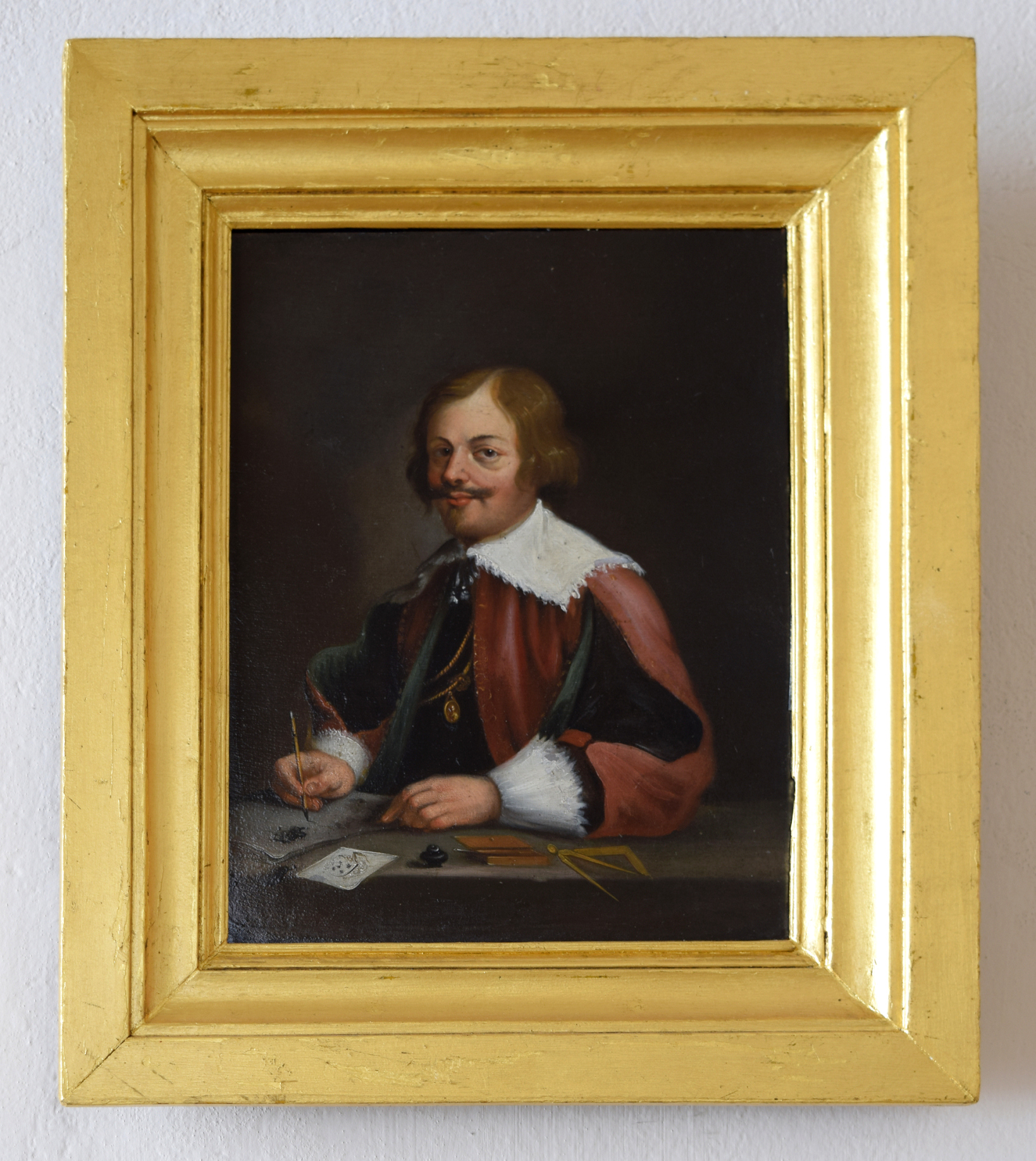
Bildnis Jacques Callot; Ölgemälde nach Anthonis van Dyck; Schloss Caputh

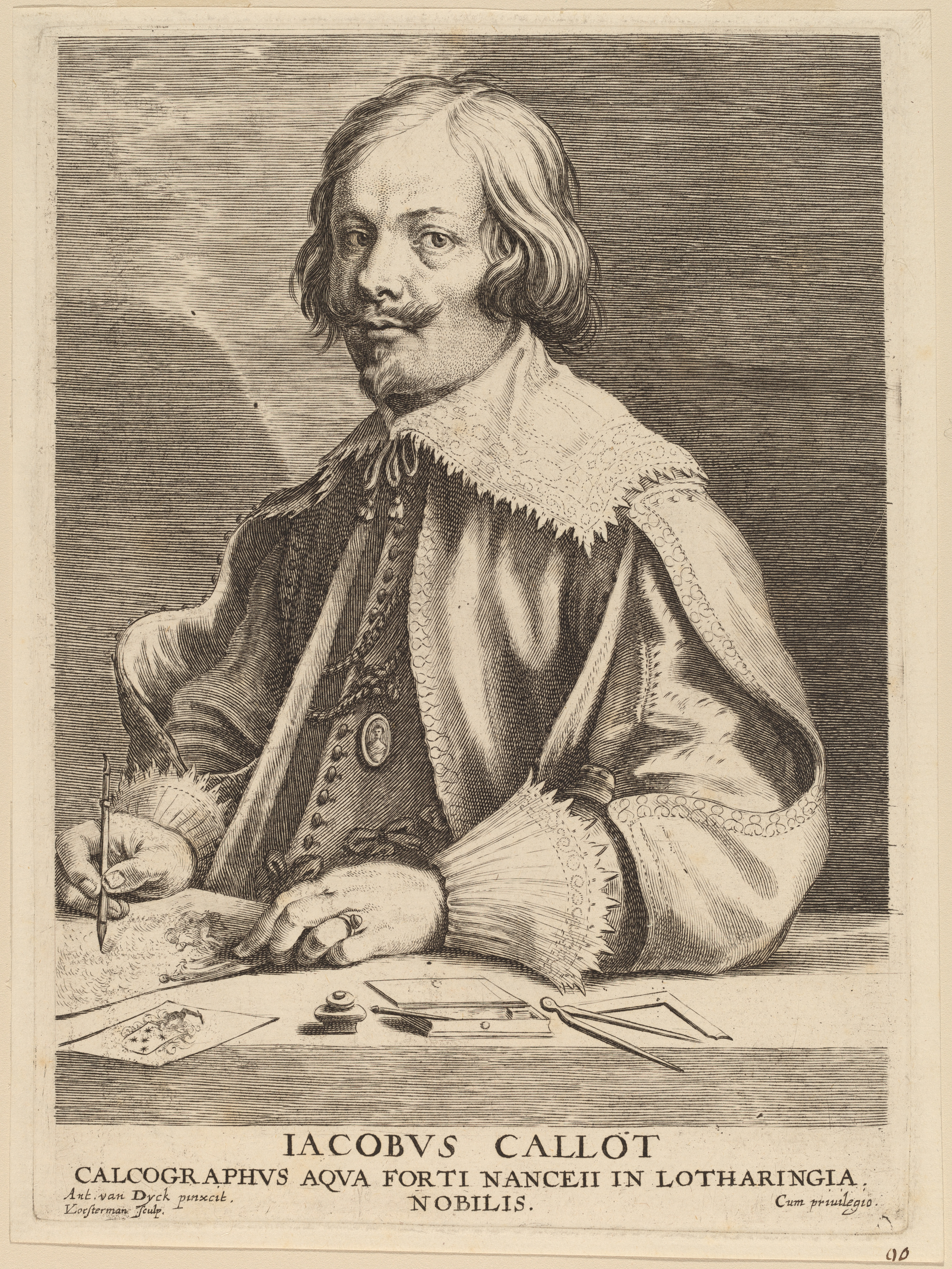

Jacques Callot [kaloː] (* 1592 in Nancy; † März 1635 ebenda) war ein lothringischer Zeichner, Kupferstecher und Radierer.

## Leben

### Jugend
Jacques Callot wurde zwischen dem 25. März und dem 21. August 1592 in Nancy geboren. Kunstliteraten seiner Zeit berichten, dass er seit frühester Kindheit von einem Künstlerdasein in Rom geträumt habe und daher zwei Mal von zu Hause ausgerissen sei. Historisch verbürgt ist indes nur, dass er seine künstlerische Laufbahn als Goldschmied bei Demenge Croq am 16. Januar 1607 in Nancy begann. Nur ein Jahr später reiste er jedoch nach Rom, wo er bei dem aus der Champagne stammenden Kupferstecher Philippe Thomassin als Reproduktionsstecher in die Lehre ging, wie seine Biografen André Félibien und Filippo Baldinucci Ende des 17. Jahrhunderts berichteten. Weitere Quellen zu seinem Leben gibt es aus dieser Zeit allerdings kaum und so bleibt seine Zeit in Rom weitgehend im Dunkeln. Besser ist sein Aufenthalt in Florenz dokumentiert.

### Florenz
In der Werkstatt Antonio Tempestas machte er sich schnell einen Namen als Radierer. So konnte er, neben seinem Meister, einige Blätter zur Buchbebilderung der Trauerzeremonie Margarethes von Österreich, der kurz zuvor verstorbenen Regentin von Spanien, anfertigen. Diese durch das Buch fest datierten Werke Callots sichern, noch vor den schriftlichen Dokumenten des Jahres 1614, seine Anwesenheit in Florenz für das Jahr 1612.
Spätestens im Jahr 1614 war er in der Werkstatt des für die Medici tätigen Künstlers und Festintendanten Giulio Parigi beschäftigt, wie Zahlungen an Callot aus einem Rechnungsbuch der Florentiner Adelsfamilie bestätigen. Nun begann eine lange und sowohl künstlerisch als auch finanziell fruchtbare Tätigkeit für Cosimo II. de’ Medici. Das Theater und die Feste in Florenz und am Hof der Medici, die er mit großer Akkuratesse wiedergab – ein wesentliches Charakteristikum seiner späteren Werke in Nancy – wurden sein Metier. Hier erprobte er seine neu erworbenen künstlerischen Fähigkeiten und führte sie zur Vollendung. Neben Festaufzügen und Typen aus der Commedia dell’arte brachte er auch eine bunte Mischung aus Bettlern, Hofleuten und Krüppeln zu Papier. Von seiner Entwicklung zeugen vor allem diverse Landschafts- und Figurenstudien, von denen die von ihm „Capricci“ genannte Serie wahrscheinlich die bekannteste ist. Nicht zuletzt aber sein Jahrmarkt von Impruneta, den er seinem Gönner widmete. Mit dem Tod Cosimos II. 1621 endete auch die Zeit Callots in Florenz.

### Nancy

Ein Raum von Callot in seinem Haus in Nancy: Radierung von seinem Schüler François Collignon aus dem Jahre 1630

Spätestens im August 1621 wohnte Callot wieder in Nancy. Aus dieser Zeit datieren zwei Briefe, die er von ebendort aus an Florentiner Stadtoffizielle schickte. Künstlerisch brachten die ersten Jahre in der Hauptstadt Lothringens nichts sonderlich Neues hervor. Sowohl den Jahrmarkt von Impruneta als auch die Folge der Capricci fertigte er nochmals in fast unveränderter Form. Auch finanziell ging es ihm nicht gut. Im Mai 1623 musste ihn der lothringische Herzog Heinrich II. von Lothringen mit Gütern unterstützen. Bald darauf konnte er sich am Hof in Nancy etablieren. Er fertigte Porträts lothringischer Adliger, darunter auch ein Bildnis des 1621 in den Adelsstand erhobenen lothringischen Hofmalers Claude Deruet, dokumentierte die Feste am Hofe und bewahrte sich seinen Blick für die Gesamtheit des Welttheaters in seinen Serien der Bettler und der Zigeuner. Gegen Ende der 1620er Jahre besuchte er Paris und die Niederlande und erhielt Aufträge der Höfe von Frankreich, Spanien und Lothringen. 1633 produzierte er – angeregt von seinen Erlebnissen bei der Invasion Lothringens durch Kardinal Richelieus Truppen im Dreißigjährigen Krieg – eine Serie von 18 Radierungen unter dem Titel Les misères de la guerre (Die Gräuel des Krieges).
Im März 1635 starb Jacques Callot in Nancy im Alter von 43 Jahren. Er wurde in der Kirche St-François-des-Cordeliers beigesetzt.

## Werk

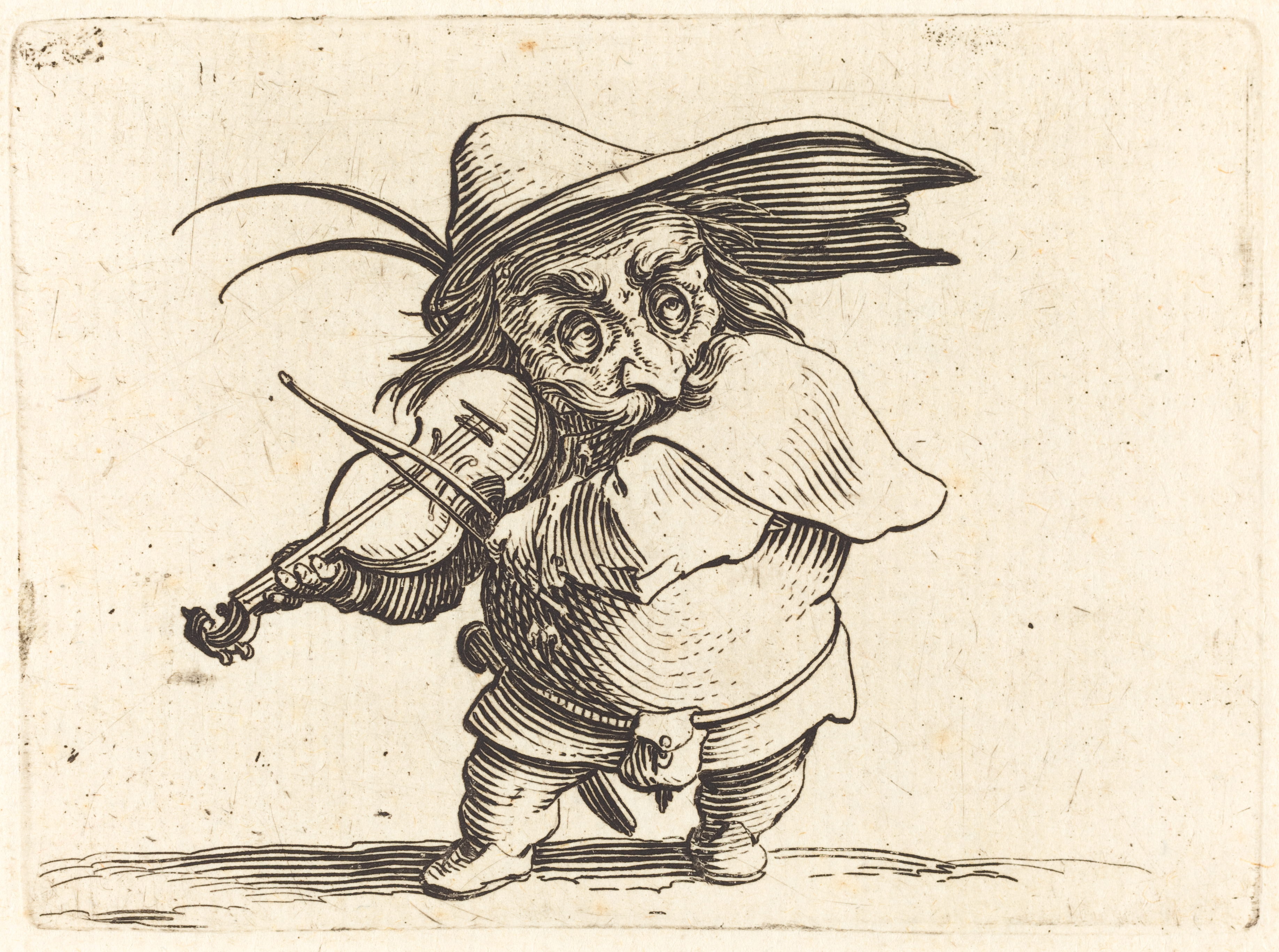
Burlesker Geigenspieler (Joueur de violon) aus der Serie der Gobbi von 1616/20–22

Callots Abzüge waren in ganz Europa beliebt und gesucht; Rembrandt van Rijn – selbst ein Meister der Radierung – war ein kundiger Sammler seiner Werke. Einer der Gründe hierfür war seine exzellente Technik; diese wurde durch einige von ihm eingeführte Neuerungen unterstützt. Dazu gehört die „Échoppe“ (frz. für Bude, Kiosk etc.) genannte Radiernadel mit ovalem Ende und scharfer Kante, mit der an- und abschwellende Linien erzeugt werden können, vergleichbar mit einer Kalligraphiefeder, die diverse Strichbreiten liefert. Auch das wiederholte Stoppen des Ätzprozesses entwickelte er zur Meisterschaft; es erlaubt äußerst differenziert Hell-Dunkel-Abstufungen. Schließlich wird ihm eine Rezeptur für einen verbesserten Abdecklack zugeschrieben, die klarere Abzüge möglich machte. Die Mehrzahl seiner Platten waren vergleichsweise klein. Sie sind durch ausgefeilte Perspektive und meisterliche Lichtführung gekennzeichnet und wurden zum Vorbild für Generationen von Graphikern der Folgezeit.

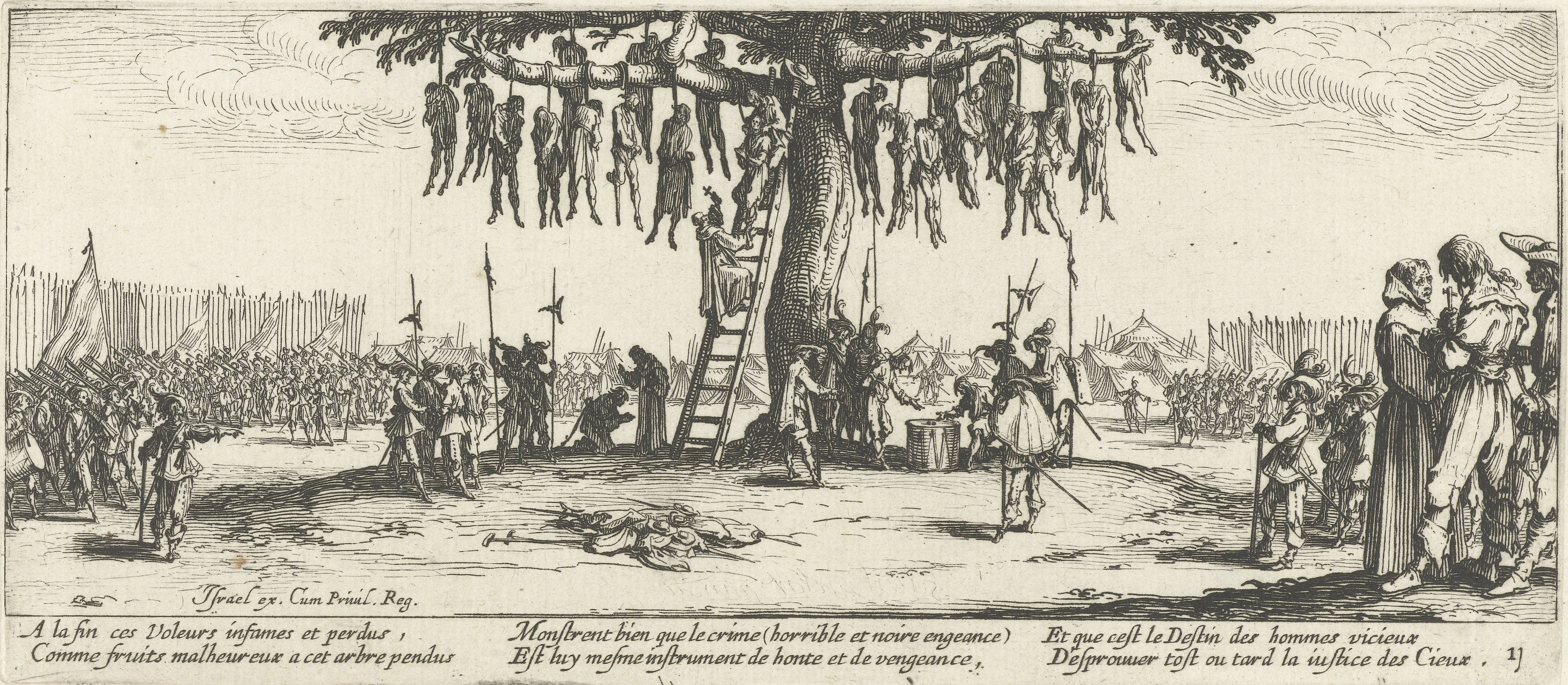
„Der Galgenbaum“, aus dem 18-teiligen Radierzyklus „Die großen Schrecken des Krieges“ (Les Grandes Misères de la guerre), nach Jacques Callot (1632). Die Abbildung zeigt die Exekution von „infamen und verlorenen“ Dieben (Voleurs infames et perdus) sowie vermutlich auch Marodeuren, die um ihr Leben würfeln (in der Abb. rechts des Baums). Die Maßnahme ist kein Willkürakt, sondern erfolgt vor versammelter Truppe (linker u. rechter Bildrand), im Beisein von Geistlichen. Der Akt entspricht dem damaligen Kriegsrecht zur Aufrechterhaltung der militärischen Disziplin.

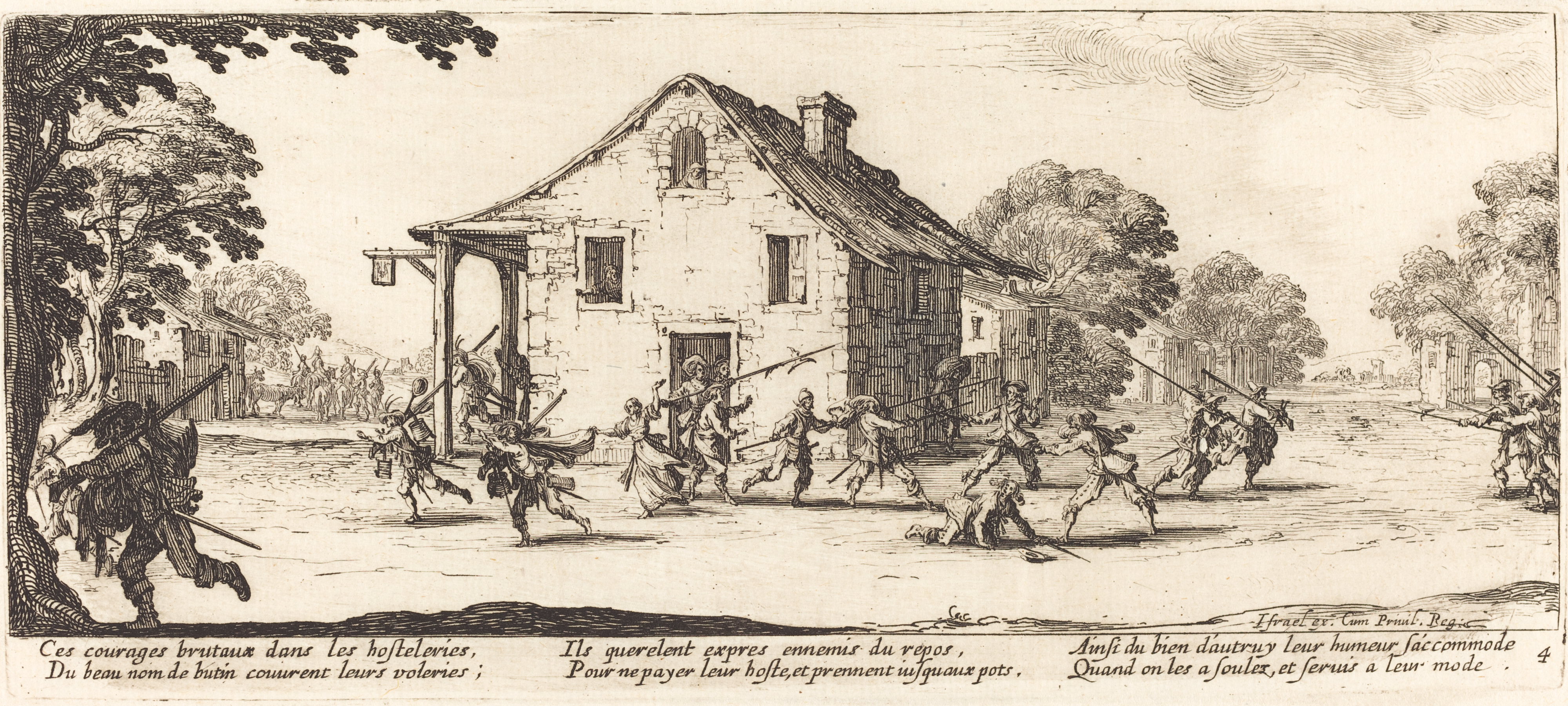
Jacques Callot: La maraude, 1633 (aus der Serie Les misères de la guerre)

Am bekanntesten wurden seine Serien Les petites misères de la guerre und Les grandes misères de la guerre, die die Gräuel des Dreißigjährigen Krieges schildern. Callot zeigte hier nicht nur die schlichte Bevölkerung als Opfer, sondern auch die Täter: die Soldaten, die später eingesperrt oder gelyncht wurden oder als verkrüppelte Bettler endeten. Am Galgenbaum (L’arbre aux pendus – Der Baum mit Gehängten) wurden Menschen erhängt (s. Bild) – Soldaten wie Zivilbevölkerung, die, als Parasiten angesehen, nur noch durch „unredliche Manier“ wie Plündern, Stehlen und zuweilen auch forciertes Betteln überleben konnten. Diese vernichtende Fixierung menschlicher Narrheit und Grausamkeit wurden – nahezu zwei Jahrhunderte später – zum Vorbild für Francisco de Goyas berühmte Serie Los desastres de la Guerra – Die Schrecken des Krieges. Callot leistete auch Vorbildliches in seinen Landschaftszeichnungen (auch in Aquatinta) und seinen rasch hingeworfenen Figurstudien in Kreide.
Der Dichter E. T. A. Hoffmann sah Anfang 1813 in Bamberg Blätter Callots und glaubte in dessen phantastischem Realismus eine tiefe Seelenverwandtschaft zu spüren, die ihn zu einem Aufsatz über den Graphiker anregte. Seinen Fantasiestücken (1814–15), einer Sammlung von Aufsätzen, Erzählungen und Märchen gab er den Untertitel „in Callot’s Manier“ und stellte ihr die Hommage Jaques Callot als Einleitung voran. 1820 bekam Hoffmann den Balli di Sfessania Callots vom Serapions-Bruder David Ferdinand Koreff geschenkt. Auf der Basis von acht Radierungen dieser Bilderfolge entwickelte der Dichter seine Erzählung Prinzessin Brambilla.